# Bartłomiej Nowodworski
Bartłomiej Nowodworski herbu Nałęcz (ur. ok. 1552 w Nowym Dworze, zm. 1625 w Warszawie) – polski kawaler maltański , filantrop.

## Życiorys
W młodości towarzyszył w wyprawach m.in. Stefanowi Batoremu. Za zabójstwo w pojedynku pokojowca królewskiego musiał uchodzić z kraju i wiele lat przebywał we Francji, gdzie służył królom Henrykowi III i Henrykowi IV. W 1599 roku, z listami polecającymi od tego ostatniego, udał się na Maltę, gdzie brał udział w wojnach jako kawaler maltański, choć członkiem zakonu formalnie został w roku 1605. Po powrocie do Polski służył u króla Zygmunta III. Dzięki podłożonej przez niego minie, 13 czerwca 1611 roku zakończyło się oblężenie Smoleńska. Dowodził szturmem na Moskwę 1 października 1618 podczas wyprawy Jana Karola Chodkiewicza.
Trzykrotnie ranny, zajął się działalnością publicystyczną, propagując w kraju ideę maltańską. Uważał, że na bazie komandorii maltańskich można by w kraju kształcić szlachtę w nowoczesnej sztuce wojennej. W Krakowie wsparł swoimi fundacjami (w 1617 oraz 1619 roku) istniejące od 1588 roku, gimnazjum, które potem obrało go także za patrona . Przed śmiercią otrzymał komandorię maltańską (był komandorem poznańskim w latach 1624-1625).
Bartłomiej Nowodworski jest patronem I Liceum Ogólnokształcącego w Krakowie i Zespołu Szkół Ogólnokształcących w Tucholi.